# 博納德爾蘭喬斯五號 (加利福尼亞州)
博納德爾蘭喬斯五號（英語：Bonadelle Ranchos Five）是位於美國加利福尼亞州馬德拉縣的一個非建制地區。該地的面積和人口皆未知。

## 地理
博納德爾蘭喬斯五號的座標為36°59′35″N 119°58′59″W / 36.99306°N 119.98306°W，而該地的平均海拔高度為100米（即328英尺）。